# Ernestine de Palatinat-Soulzbach
La comtesse Ernestine de Palatinat-Soulzbach (15 mai 1697 – 14 avril 1775) est l'épouse du landgrave Guillaume II de Hesse-Wanfried-Rheinfels et après sa mort, prieure des carmélites du monastère de Neubourg-sur-le-Danube sous le nom de Sœur Augusta.

## Biographie
Elle est la troisième fille du duc Théodore-Eustache de Palatinat-Soulzbach et sa femme Marie-Éléonore de Hesse-Rheinfels. Les ducs et comtes palatins de Soulzbach sont une ligne collatérale de la Maison de Wittelsbach.
Ernestine et sa sœur aînée, Françoise-Christine de Palatinat-Soulzbach sont placées à l'Abbaye d'Essen. L'empereur Charles VI arrange son mariage avec Guillaume II de Hesse-Wanfried-Rheinfels. Le mariage a lieu le 19 septembre 1719 et reste sans enfant. Après la mort de son mari, en 1731, elle vit d'abord au Château de Rheinfels, plus tard, elle déménage au monastère des carmélites de Neubourg-sur-le-Danube, où elle est connue sous le nom en religion de Sœur Augusta et devient finalement prieure. Selon Torsy et Kracht, elle est un modèle pour ses sœurs, de l'obéissance, de l'humilité et de l'amour de la pauvreté. Elle a une réputation de sainteté quand elle meurt en 1775. Elle est enterrée dans la cour de l'Église à Neubourg.